# فرودگاه اوپینگتون
فرودگاه اوپینگتون  (به انگلیسی: Upington Airport)  یک فرودگاه همگانی باربری با کد یاتا UTN است که یک باند فرود آسفالت دارد و طول باند آن ۴۹۰۰ متر است. این فرودگاه در  کشور آفریقای جنوبی قرار دارد و در ارتفاع ۸۵۱ متری از سطح دریا واقع شده است.